# John Sergeant (Schiff)
Die John Sergeant war das erste ausschließlich durch eine Gasturbine angetriebene Frachtschiff weltweit.

## Geschichte
Das Schiff wurde als Liberty-Frachter mit der Baunummer 2050 bei der Werft Bethlehem-Fairfield Shipyard in Baltimore gebaut. Die Ablieferung fand im September 1942 statt.
Nach dem Ende des Zweiten Weltkriegs ließ die United States Maritime Commission mehrere Liberty-Schiffe umbauen, um herauszufinden, wie diese am besten an die Nachkriegserfordernisse angepasst werden könnten. Im Zuge dieses Liberty Ship Conversion & Engine Improvement Programme rüstete man die John Sergeant 1956 bei der Werft Newport News Shipbuilding mit einer bei der General Electric Company in Schenectady gebauten Gasturbine aus. Die Turbine gab ihre Kraft auf ein Untersetzungsgetriebe ab. Zudem erhielt das Schiff eine Verstellpropelleranlage, da sich Gasturbinen nicht umsteuern lassen. Neben einigen anderen kleineren Umbauten verlängerte man das Vorschiff um rund 20 Fuß, um die Schiffslinien an die höhere Leistung anzupassen und um eine bessere Endgeschwindigkeit erzielen zu können. In der Folgezeit wurde das Schiff zunächst für rund 9700 Betriebsstunden mit normalem Dieselöl und später rund 7000 Stunden mit Schweröl gefahren. Die Ergebnisse des Betriebs flossen in die Weiterentwicklung der Marine-Gasturbine ein. Die John Sergeant wurde später zunächst in der James-River-Reserveflotte aufgelegt und 1972 in Portsmouth abgebrochen.